# Вайхаузен
Вайхаузен (нем. Weyhausen) — община в Германии, в земле Нижняя Саксония.
Входит в состав района Гифхорн. Подчиняется управлению Больдеккер Ланд. Население составляет 2636 человек (на 31 декабря 2010 года). Занимает площадь 7,98 км².
| Год  | Население |
| ---- | --------- |
| 1990 | 2224      |
| 1995 | 2467      |
| 2000 | 2487      |
| 2005 | 2651      |
| 2010 | 2661      |